# Coccidiphaga gibbosa
Coccidiphaga gibbosa är en fjärilsart som beskrevs av Pieter Cornelius Tobias Snellen 1872. Coccidiphaga gibbosa ingår i släktet Coccidiphaga och familjen nattflyn. Inga underarter finns listade i Catalogue of Life.